# Rue des Prêtres-Saint-Séverin
Rue des Prêtres-Saint-Séverin (ulice Kněžích od svatého Severína) je ulice v Paříži. Nachází se v 5. obvodu.

## Poloha
Ulice je velmi krátká (79 metrů), vede podél západního průčelí kostela svatého Severína Pařížského od křižovatky s Rue Saint-Séverin a končí u Rue de la Parcheminerie. Ulice je orientována ze severu na jih. Směrem na jih na ni navazuje Rue Boutebrie.

## Historie
Ulice získala svůj název podle kněžích kostela svatého Severína Pařížského, kteří v ulici bydleli.

## Významné stavby
- Kostel svatého Severína Pařížského
- V domě č. 6-12 sídlí Bibliothèque de l'Heure Joyeuse